# Kepez Belediyesi Spor Kulübü
Il Kepez Belediyesi Spor Kulübü è una società cestistica avente sede a Kepez, in Turchia. Fondata nel 1995, gioca nel campionato turco.
Disputa le partite interne nella Kepez Belediye Spor Salonu.